# Burchard Lösekanne
Burchard Lösekanne (* 1604 in Bremen; † 12. Mai 1654 in Bremen) war ein Kaufmann und Eltermann der Kaufleute.

## Biografie
Lösekanne studierte Rechtswissenschaften. Er war danach Advokat in Bremen und er betrieb eine Brauerei. 1636 wurde er zum Eltermann (Sprecher oder Vorsteher) und dann zum Subsenior der Kaufleute gewählt. Verheiratet war er in erster Ehe mit der Enkelin des Bremer Bürgermeisters Detmar Kenckel (1513–1584) und in zweiter Ehe mit der Tochter des Commissares Kögelken von Wildeshausen; beide hatten mehrere Kinder. 
In den Auseinandersetzungen mit dem Bremer Rat vertrat er durch seine Denkschriften die Kaufleute in der Neuen Eintracht der Elterleute, die eine Kontrolle der städtischen Finanzen („Reform der Verwaltung des gemeinen Guts“) verlangten.
 
1653 wird auf sein Betreiben ein neuer Eltermannseid eingeführt, der zu einer Festigung der Einigkeit der Kaufleute beitragen soll.   
Nach dem Dreißigjährigen Krieg wurde das um die Stadt Bremen liegende Bistum Bremen säkularisiert und als Herzogtum Bremen von Schweden regiert. Zwischen der Stadt Bremen und dem Herzogtum Bremen entwickelte sich ein Gebietsstreit, der ab dem 11. März 1654 auch zum Ersten Bremisch-Schwedischen Krieg führte. 1653/54 bestand der Verdacht, dass Lösekanne verräterische Beziehungen zu den Schweden habe. Bei einer Haussuchung wurde am 21. April 1654 belastendes Material (Berichte über die Pläne des Rats und den Zustand der Stadt) bei ihm in seinem Haus Obernstraße/Ecke Kreyenstraße gefunden. Angeklagt wegen Landesverrats und Verstoß gegen den Bürgereid versuchte  Lösekanne sein Handeln als unbedeutend darzustellen; ohne Erfolg. Als Motive für seinen Verrat an die Schweden gab er Geldnot an und bessere Entwicklungsmöglichkeiten bei der in  Aussicht gestellten Einstellung in schwedischen Diensten. Er wurde am 10. Mai zum Tode verurteilt und die Hinrichtung mit dem Schwert erfolgte am 12. Mai 1654 vor dem Bremer Roland auf dem Bremer Marktplatz. Zuvor schlug man ihm die beiden Vorderfinger (Eidfinger) der rechten Hand ab.
Für die Vermutungen, das Lösekanne mit  Bürgermeister Statius Speckhan in irgendeiner verräterischen Beziehung gestanden haben soll, wurden keine Belege gefunden. Ungeachtet dessen musste Speckhan Ende 1654 zurücktreten.